# Michael Vogt
Michael Vogt, född 29 december 1997, är en schweizisk bobåkare.

## Karriär
Vid EM 2025 i Lillehammer tog Vogt brons tillsammans med Gregory Jones, Andreas Haas och Amadou Ndiaye i fyrmannabob.